# Chlorochaeta chlorochromodes
Chlorochaeta chlorochromodes là một loài bướm đêm trong họ Geometridae.